# Beala Cerkva
Beala Cerkva (în bulgară Бяла Черква) este un oraș în comuna Pavlikeni, regiunea Veliko Tărnovo,  Bulgaria. 

## Demografie
Componența etnică a orașului Beala Cerkva
     Bulgari (77,04%)
     Nicio identificare (10,14%)
     Romi (3,87%)
     Turci (4,09%)
     Altele (4,83%)
La recensământul din 2011, populația orașului Beala Cerkva era de 1.882 locuitori. Din punct de vedere etnic, majoritatea locuitorilor (77,04%) erau bulgari, existând și minorități de turci (4,09%) și romi (3,87%). Pentru 10,14% din locuitori nu este cunoscută apartenența etnică.